# ذي بارينت تراب
ذي بارينت تراب (بالإنجليزية: The Parent Trap)‏ بالعربية فخ الوالدين هو فيلم مغامرة تم إنتاجه في المملكة المتحدة والولايات المتحدة وصدر في سنة 1998. من بطولة ليندسي لوهان ودينيس كويد وناتاشا ريتشاردسون وإيلاين هيندريكس.
ويعتبر الفيلم إعادة إنتاج للفيلم الحامل نفس الأسم والذي صدر في عام 1961.

## القصة
تدور أحداث الفيلم حول البطلتان آني جايمس وهالي باركر اللتان يتقابلان صدفة في مخيم والدن بالولايات المتحدة، حيث تكتشف البطلتان كونهما تؤامان إنفصل أبواهما نكولاس باركر وإيلزابث جايمس في صغرهما. تقرر البطلتان تبادل الأماكن والسعي للتوفيق بين أبويهما مرة أخرى.

## الميزانية والإيرادات
بلغت تكلفة إنتاج الفيلم حوالي 15.5 مليون دولار بينما حقق أرباحا تقدر بـ 92.1 مليون دولار.

## وصلات خارجية
- ذي بارينت تراب على موقع IMDb (الإنجليزية)
- ذي بارينت تراب على موقع ميتاكريتيك (الإنجليزية)
- ذي بارينت تراب على موقع روتن توميتوز (الإنجليزية)
- ذي بارينت تراب على موقع نتفليكس (الإنجليزية)
- ذي بارينت تراب على موقع قاعدة بيانات الأفلام العربية
- ذي بارينت تراب على موقع ألو سيني (الفرنسية)
- ذي بارينت تراب على موقع Turner Classic Movies (الإنجليزية)
- ذي بارينت تراب على موقع أول موفي (الإنجليزية)
- ذي بارينت تراب على موقع بوكس أوفيس موجو (الإنجليزية)
- ذي بارينت تراب على موقع فيلمافينيتي (الإسبانية)